# Nur Bekri
Nur Bekri (tiếng Uyghur:نۇر بەكرى) giản thể: 努尔·白克力; phồn thể: 努爾·白克力; bính âm: Nǔěr Báikèlì, Hán Việt: Nỗ Nhĩ-Bạch Khắc Lực) (sinh tháng 8 năm 1961 tại Bole, Tân Cương) từng là chủ tịch Khu tự trị Tân Cương tại Cộng hòa Nhân dân Trung Hoa. Ông là người dân tộc Uyghur và được sinh ra cũng như sinh trưởng tại quê hương Tân Cương. Ông luôn cư trú tại Tân Cương ngoại trừ một khoảng thời gian ngắn được cử làm phó thị trưởng tại thành phố cấp huyện Phì Thành, tỉnh Sơn Đông. Ông từng là thị trưởng của Urumqi, thủ phủ Tân Cương.

## Sự nghiệp chính trị
Ông gia nhập Đảng Cộng sản Trung Quốc vào tháng 12 năm 1982. Ông giữ chức Phó bí thư khu ủy Khu tự trị Tân Cương vào tháng 1 năm 2005. Nur Bekri được bổ nhiệm trong phiên họp thứ 35 của Uỷ ban thường trực Hội đồng Nhân dân Khu tự trị Tân Cương khóa 10 tại Urumqi và thay thế Ismail Tiliwaldi làm chủ tịch của khu tự trị.
Sau Bạo động tại Ürümqi, tháng 7 năm 2009, Bekri đã phát biểu trên truyền hình, trong đó ông phân tích tình hình dẫn đến bạo loạn và sau đó lên án người mà ông coi là kẻ cầm đầu các cuộc tấn công, bao gồm Ilham Tohti, người sáng lập Uyghur Online, một trang thông tin đã phê bình chính quyền và các chính sách của ông.

## Điều tra
Ngày 21 tháng 9 năm 2018, Ủy ban Giám sát Quốc gia, cơ quan chống tham nhũng thông báo điều tra đối với Nur Bekri vì bị tình nghi vi phạm kỷ luật đảng và pháp luật nhà nước. Trước đó, ngày 18 tháng 9 năm 2018, ông tham gia đoàn đại biểu của Trung Quốc đến Nga bàn về đầu tư và được cho là bị bắt ngay sau khi đặt chân về đến sân bay Bắc Kinh.